# Helena Bychowska

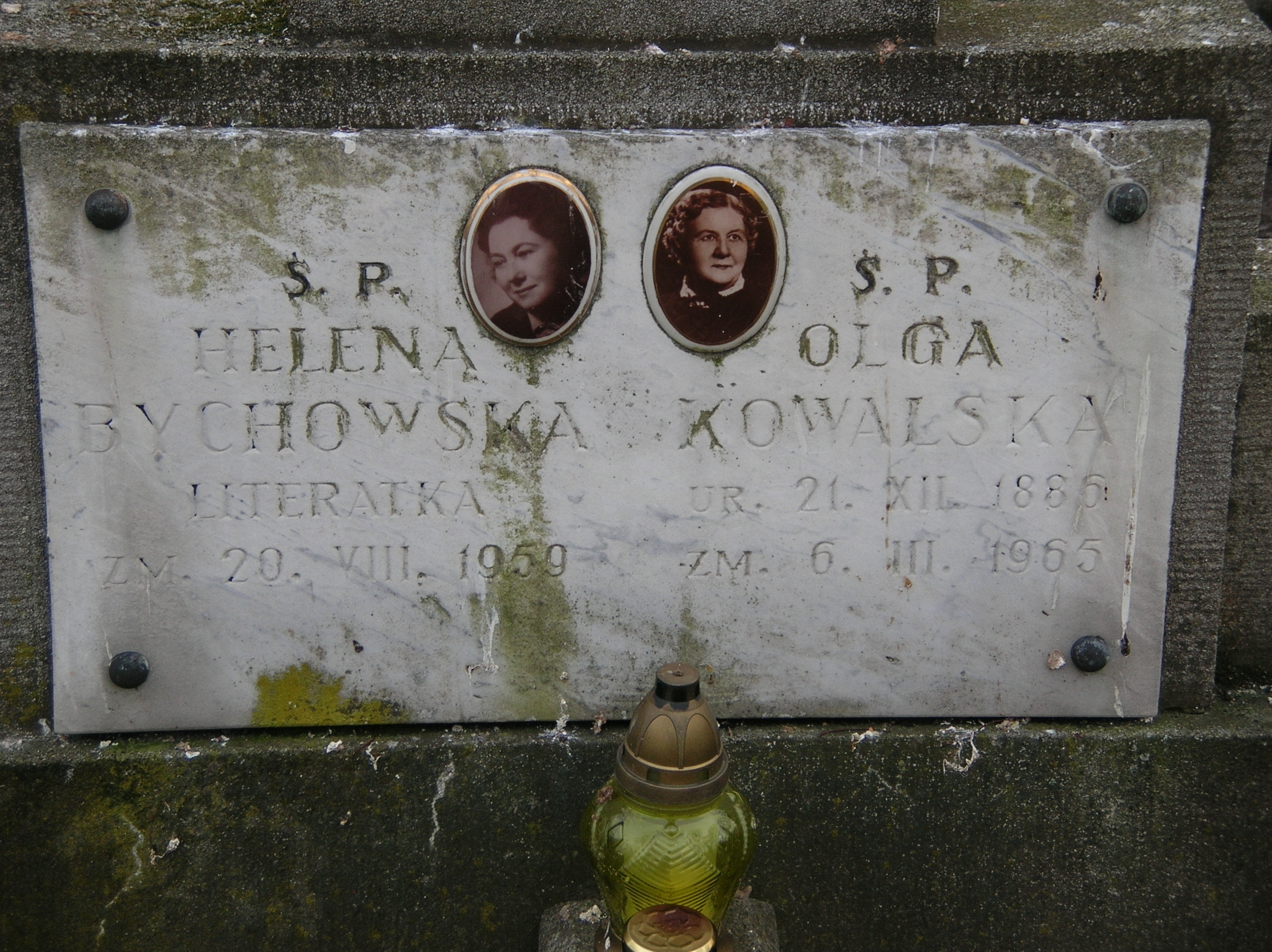
Grób pisarki Heleny Bychowskiej w Toruniu, cmentarz komunalny nr 1 (były garnizonowy).

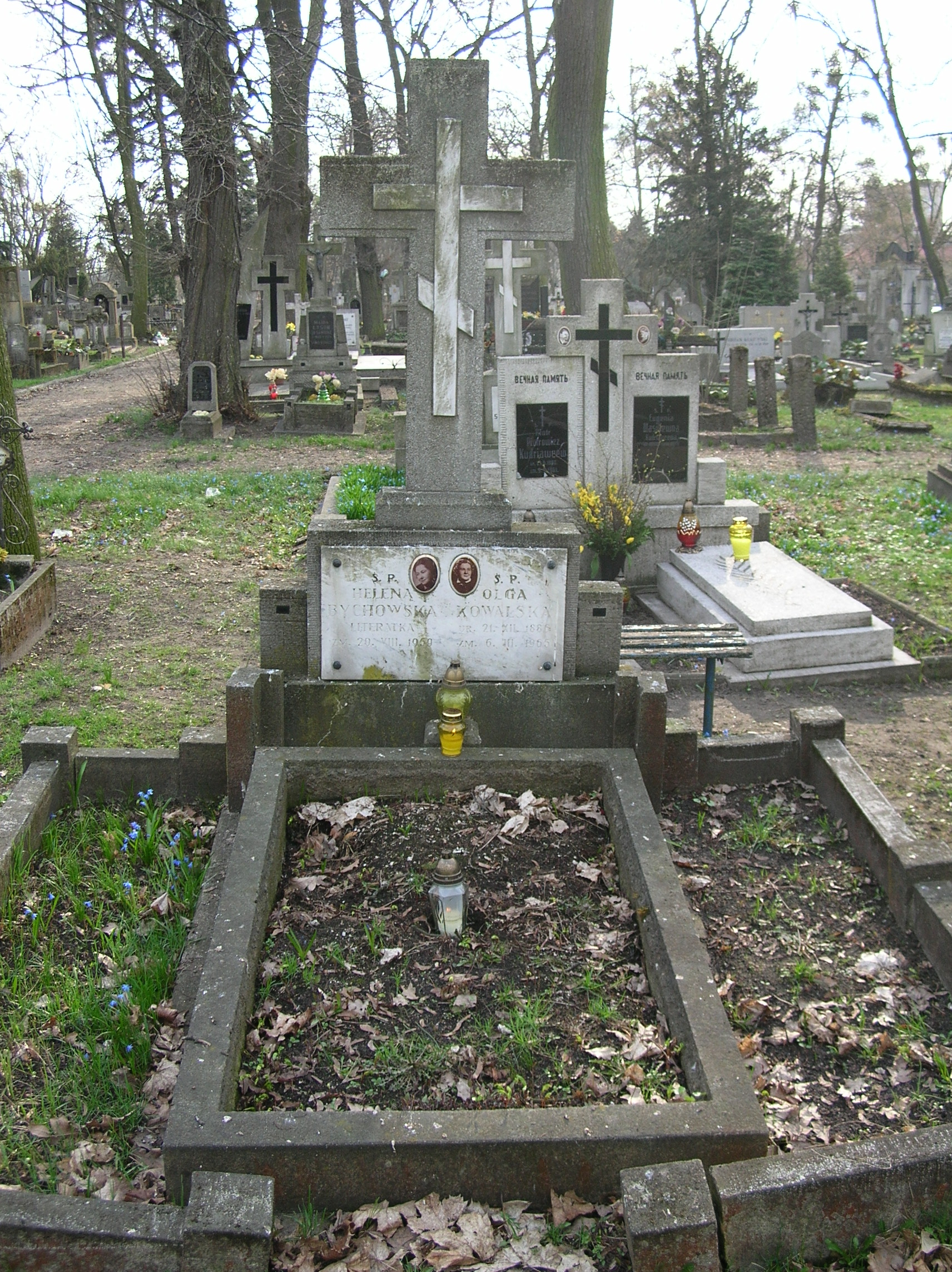
Tablica na grobie pisarki Heleny Bychowskiej w Toruniu, cmentarz komunalny nr 1 (były garnizonowy).

Helena Bychowska, także Bychowska-Iwanow, pseud. Jan Wujek (ur. 1 sierpnia 1909 w Ramienskoje, zm. 21 sierpnia 1959 w Toruniu) – polska pisarka i tłumaczka, kierownik literacki toruńskiego oddziału Państwowych Teatrów Ziemi Pomorskiej. 

## Życiorys
Urodziła się w rosyjskim mieście Ramienskoje jako córka Sergiusza, aktora i reżysera, oraz Olgi Kowalskiej-Szabelnikowej, aktorki i śpiewaczki operetkowej, z pochodzenia Rosjanki. Opuściła Rosję wraz z matką po wydarzeniach rewolucji październikowej. Do szkoły średniej uczęszczała w Warszawie. Zdolności językowe — poznała w ciągu życia biegle osiem języków — sprawiły, że jako kierunek studiów wybrała filologię romańską; dyplom Wydziału Humanistycznego Uniwersytetu Warszawskiego uzyskała w 1936, będąc już wówczas od trzech lat tłumaczką w poselstwie hiszpańskim w Warszawie. W tym charakterze pracowała do wybuchu wojny; w czasie okupacji była sekretarką kolonii hiszpańskiej, wraz z którą w 1944 ewakuowała się do Pragi czeskiej. W latach 1945–1946 pracowała w dyrekcji uzdrowiska w Karlowych Warach, a w latach 1946–1948 była sekretarką poselstwa Argentyny i Peru w Pradze.
W 1948 powróciła do Polski. Osiadła w Toruniu, gdzie do 1950 i ponownie od 1956 pracowała jako lektorka języka hiszpańskiego w Studium Języków Obcych Uniwersytetu Mikołaja Kopernika. Od 1 czerwca 1956 była jednocześnie kierownikiem literackim Państwowych Teatrów Ziemi Pomorskiej w Toruniu. Należała do Związku Literatów Polskich i wchodziła w skład władz oddziału toruńskiego, współpracowała z miejscową prasą i rozgłośnią Polskiego Radia, organizowała imprezy kulturalne, szczególnie związane z kulturą bułgarską.
Działalność literacką Bychowska rozpoczęła w latach 30.; pisywała wówczas poezje, już po śmierci autorki zgromadzone i opublikowane w tomiku Poezje (1969), wydanym nakładem Towarzystwa Bibliofilów im. Joachima Lelewela w Toruniu. Tomik ten zdominowały wiersze powstałe w latach 1931–1933, w klimacie niespełnionej miłości i zawiedzionych nadziei, co było związane z nieudanym małżeństwem; Konrad Górski zwracał uwagę na analogie do współczesnej twórczości Marii Pawlikowskiej-Jasnorzewskiej.
W latach powojennych Bychowska publikowała felietony, humoreski (pod pseudonimem Jan Wujek), korespondencje zagraniczne (głównie z Bułgarii), opowiadania, utwory sceniczne, recenzje teatralne, przekłady. Na potrzeby sceniczne pisała zarówno dla dorosłych, jak i dla dzieci. Była m.in. autorką — z Tadeuszem Petrykowskim — sztuki historycznej Krzyż i jaszczurka, poświęconej toruńskim wydarzeniom poprzedzającym wojnę trzynastoletnią; prapremiera sztuki miała miejsce w styczniu 1955 (niemal dokładnie w 500-lecie opisywanych wydarzeń) w Bydgoszczy, w reżyserii Irmy Czaykowskiej. Na scenie lalkowego teatru toruńskiego "Baj Pomorski" prezentowane były sztuki Bychowskiej Pszczółka leniuszka (1955, na motywach Horacio Quirogi) oraz O dziadku rybaku i lisie łajdaku (1957, przekład i adaptacja sztuki N. Trendafiłowej); sztuki Piórko białego gołębia i Zaczarowana złotówka wyróżniono na ogólnopolskich konkursach literackich na przedstawienia dla teatrów lalkowych. Tuż przed śmiercią autorki w lipcu 1959 w Teatrze Ziemi Pomorskiej w Toruniu zaprezentowano komediofarsę Trójgraniasty kapelusz, będącą przeróbką powieści Pedro de Alarcóna. Część utworów dramatycznych Bychowskiej, m.in. Oszustka, Sprawa Janka Kotuby, pozostało w rękopisie.
W opowiadaniach Bychowska często poruszała wątki autobiograficzne, m.in. związane z przeżyciami wojennymi (List w sprawie Aldony). Drukowała je w większości w czasopismach. Opowiadaniu U wód Karlsbadu, poświęconemu pobytowi Adama Mickiewicza w tym znanym uzdrowisku (bliskiemu też autorce z racji powojennej pracy), przyznano nagrodę w ogólnopolskim konkursie mickiewiczowskim w 1955. Inne opowiadania Bychowskiej to m.in. Powrót, Turystka, Pierwsza suknia balowa; wiele opowiadań pozostało nieopublikowanych (rękopisy w zbiorach Książnicy Miejskiej w Toruniu).
Helena Bychowska miała w dorobku liczne przekłady literatury bułgarskiej, rosyjskiej, hiszpańskiej, latynoamerykańskiej. Tłumaczyła utwory m.in. Jordana Jowkowa, Iwana Wazowa, Dimityra Dimowa, Christo Botewa, Maksyma Gorkiego, Konstantina Simonowa, Miguela Unamuno, Juana Ramóna Jiméneza. Odebrała nagrody Ministerstwa Kultury i Sztuki (1952), Zarządu Głównego Związku Literatów Polskich, nagrodę artystyczną I stopnia Wojewódzkiej Rady Narodowej za całokształt twórczości. Odznaczona została też Złotym Krzyżem Zasługi.
W latach 30. zawarła związek małżeński z rosyjskim emigrantem Iwanowem, starszym od niej o 20 lat; małżeństwo rychło się rozpadło, ale pisarka jeszcze po wojnie posługiwała się podwójnym nazwiskiem Bychowska-Iwanow. Zmarła 20 sierpnia 1959 w Toruniu i pochowana została tamże na cmentarzu komunalnym nr 1 (byłym garnizonowym), w kwaterze dla osób wyznania prawosławnego.